# Apoloniusz z Tiany
Apoloniusz z Tiany, Apollonios z Tyany (ur. 15 w Tianie w Kapadocji, zm. w 98 w Efezie) – neopitagorejski filozof, mędrzec założyciel szkoły pitagorejskiej w Efezie. 

## Życiorys
Przez współczesnych uważany za pośrednika między bogami i ludźmi, cudotwórcę, czarownika i proroka. Wiele podróżował (m.in. Azja Mniejsza, Syria, Grecja, Rzym i Indie), zdobywając rozległą wiedzę o religiach i filozofii wschodniej. Doktrynę braminów usiłował pogodzić z nauką Pitagorasa. W dzisiejszej ocenie uznaje się go za religijnego wyznawcę neopitagoreizmu i teozoficznego gnostyka. Był autorem biografii Pitagorasa oraz księgi zatytułowanej O ofiarach (zachowany fragment). Zachowały się także Listy Apoloniusza, jednak autorstwo ich bywa podważane. Przypisywano mu również odnalezienie i opublikowanie Tablicy szmaragdowej – jednego z doniosłych tekstów alchemicznych i ezoterycznych (jakkolwiek współczesne badania uznają ją za utwór pochodzenia arabskiego, najwcześniej poświadczony u Balinusa (VIII w.), czasem określanego jako „pseudo-Apoloniusz z Tiany”).
Jego działalność wśród społeczeństwa przyczyniła się do jego sławy jako cudotwórcy: miał nauczać, uzdrawiać chorych i reformować kulty. Zdumiewające współczesnych dokonania zyskały mu sławę człowieka obdarzonego boskością (sam podawał się za Syna Bożego). Jego życie i dokonania w Żywocie Apolloniosa z Tyany przedstawił Flawiusz Filostrat na polecenie cesarzowej Julii Domny w III stuleciu n.e. jako idealny obraz greckiego filozofa.